# Stichtita
La stichtita és un mineral de classe dels carbonats, a dins de la qual pertany al grup hidrotalcita. Va ser anomenada així per Robert Carl Sticht (1856-1922), director de la societat minera Mount Lyell Mining and Railway Company, de Dundas (Tasmània), on va ser descoberta l'any 1910.

## Característiques
La stichtita és un carbonat hidroxilat i hidratat de magnesi i crom. Visualment molt similar a la woodallita i la barbertonita, dimorf amb aquesta última. A més dels elements de la seva fórmula, sol portar com a impuresa ferro. Cristal·litza en el sistema trigonal, mostrant-se habitualment en hàbit fibrós o en agregats. La seva duresa a l'escala de Mohs és d'1,5 a 2.
Segons la classificació de Nickel-Strunz, la stichtita pertany a «05.DA: Carbonats amb anions addicionals, amb H₂O, amb cations de mida mitjana» juntament amb els següents minerals: dypingita, giorgiosita, hidromagnesita, widgiemoolthalita, artinita, indigirita, clorartinita, otwayita, zaratita, kambaldaïta, cal·laghanita, claraïta, hidroscarbroita, scarbroita, caresita, quintinita, charmarita, stichtita-2H, brugnatel·lita, clormagaluminita, hidrotalcita-2H, piroaurita-2H, zaccagnaita, comblainita, desautelsita, hidrotalcita, piroaurita, reevesita i takovita.

## Formació
Es troba en roques serpentinites, formada com a producte de l'alteració de la cromita i la serpentina. Sol trobar-se associada a altres minerals com: barbertonita, cromita o antigorita. Hi ha jaciments a Sud-àfrica, Canadà i Tasmània.

## Varietats
La bouazzerite (of Cailleres) és l'única varietat coneguda d'aquesta espècie. Es tracta d'un terme miner local que s'utilitza per descriure una stichtita ferrosa. Rep el nom de la localitat marroquí de Bou Azzer.